# Вооружённые силы Ливии
Вооружённые силы Ливии (араб. القوات المسلحة الليبية‎) — военная организация государства Ливия, предназначенная для защиты свободы, независимости и территориальной целостности государства.
До гражданской войны в стране в 2011 году состояли из сухопутных войск, военно-морских сил и военно-воздушных сил и насчитывали 75 тыс. чел.
Когда в Ливии в начале 2016 года было учреждено Правительство национального согласия, часть ливийских вооруженных сил была названа ливийской армией, в отличие от другой части — Ливийской национальной армии, находящейся под командованием Халифы Хафтара и лояльной правительству в Тобруке. Фактически под номинальным командованием Министерства обороны ПНС в Триполи находятся лишь частично контролируемые «бригады» — вооруженные формирования бывших повстанцев, укомплектованных главным образом бывшими кадровыми военнослужащими и солдатами. Бригады второй группы укомплектованы бывшими повстанцами, объединенными по территориально-племенному принципу и исламистами. Она не является действительно единой регулярной армией.
Ливийская национальная армия Хафтара контролирует большую часть страны и борется против исламистских группировок и правительства в Триполи. Включает в себя наземные силы, военно-воздушные силы, военно-морской флот, силы противовоздушной обороны.

## Общие сведения
| Вооружённые силы Ливии                                          | Вооружённые силы Ливии |
| --------------------------------------------------------------- | --- |
| Виды вооружённых сил:                                           | Сухопутные войска, Военно-морские силы, Военно-воздушные силы.                                                                 |
| Призывной возраст и порядок комплектования:                     | Вооружённые силы Ливии комплектуются как на призывной, так и на контрактной основе лицами мужского пола, в возрасте от 17 лет. |
| Человеческие ресурсы, доступные для воинской службы:            | мужчины в возрасте 16 — 49: 1 746 512 женщины в возрасте 16 — 49: 1 683 390 (2010 г., оценочно)                                |
| Человеческие ресурсы, пригодные для воинской службы:            | мужчины в возрасте 16 — 49: 1 490 011 женщины в возрасте 16 — 49: 1 436 613 (2010 г., оценочно)                                |
| Человеческие ресурсы, ежегодно достигающие призывного возраста: | мужчины: 59 842 женщины: 57 357 (2010 г., оценочно)                                                                            |
| Военные расходы — процент от ВВП:                               | 3,9 % (2006) 25 место в мире.                                                                                                  |

## История

### Королевство (1951–1969)
Королевство Ливия обрело независимость от Италии 24 декабря 1951 года. При ливийской монархии существовала федеральная армия и местные провинциальные полицейские силы. В 1957 году Государственный департамент США сообщал, что в армии насчитывалось 1835 человек, а в полиции - около 5000–6000 человек. Король Ливии Идрис и его правительство полагались на полицию для обеспечения внутренней безопасности и стремились увеличить численность национальной армии до 5000 человек. Великобритания имела первостепенную роль в обучении ливийской армии, но Соединенные Штаты также внесли свой вклад в обучении контингента из тысячи человек и рассматривали возможность участвовать в подготовке всей армии. США также поставили в Королевские ливийские ВВС в мае 1957 года 10 самолетов Northrop F-5.

### Ливия при Каддафи (1969–2011 годы)
Группа молодых офицеров и солдат во главе с Муаммаром Каддафи свергла короля Идриса в результате государственного переворота 1 сентября 1969 года.
В марте 1977 года Ливия была провозглашена Джамахирией, то есть государством прямого народовластия. Как следствие, вместо министерства обороны и генерального штаба было создано Главное командование, армию разделили на «войска отпора» и «войска охраны». Одновременно ввели всеобщую воинскую повинность и разрешили брать на военную службу женщин.
Новая армия Каддафи в июле 1977 года участвовала в короткой пограничной войне с Египтом, направила несколько тысяч военнослужащих для поддержки Иди Амина во время войны между Угандой и Танзанией в 1972 году и снова в 1978 году и провела десятилетие, пытаясь аннексировать часть северного Чада в 1978–1987 гг.
По оценкам, ливийская армия насчитывала 50 000 военнослужащих на 2009 год.

### После 2011 года
После победы повстанцев в гражданской войне в 2011 году ранее существовавшие вооруженные силы фактически прекратили существование и начала создаваться новая Национальная армия Ливии. Бывшие кадровые военные 17 ноября 2011 года, еще до того, как пять дней спустя было сформировано временное правительство страны, провели совещание с участием порядка 150 бывших офицеров и унтер-офицеров старой армии. На этом совещании, прошедшем в городе Эль-Бейда на востоке страны и начавшемся еще 15 ноября, единогласным решением на должность начальника генерального штаба новой ливийской армии был назначен корпусной генерал Халифа Хафтар.
C 2012 года Ливией управлял Всеобщий национальный конгресс (ВНК), где установили контроль приверженцы радикального ислама. ВНК не смог создать эффективную полицию и армию и принял шариат в качестве основы для всего государственного законодательства в декабре 2013 года. 14 февраля 2014 года генерал Халифа Хафтар объявил о низложении правительства Ливии и потребовал роспуска Всеобщего национального конгресса. В обстановке военной операции и всеобщей напряжённости 25 июня прошли выборы в Палату представителей, на которых сторонники радикального ислама потерпели поражение. Исламисты объявили о начале операции «Рассвет Ливии» с целью захватить аэропорт Триполи. Палата представителей покинула захваченный Триполи и обосновалась в городе Тобруке на северо-востоке страны.
После начала второй ливийской гражданской войны армия была разделена между «антитеррористической» фракцией Халифы Хафтара, которая действовала в основном независимо, и «легалистической» фракцией Абдулсалама аль-Обайди, которая опиралась на приказы властей из Триполи. В 2014 году Палата представителей в Тобруке назначила Хафтара командующим всей армией, объединив две фракции. ЛНА в мае начала операцию «Достоинство» против Всеобщего национального конгресса в Триполи, вооруженных ополченцев и организаций исламистских боевиков, в том числе Совет Шуры Бенгази, Совет Шуры Моджахедов в Дерне.
В сентябре 2015 года стороны конфликта пришли к соглашению о создании Правительства национального единства Ливии. Тем не менее, гражданская война с участием различных группировок продолжилась. Когда в Триполи в начале 2016 года было учреждено международно признанное Правительство национального согласия, часть ливийских вооруженных сил была названа ливийской армией, в отличие от другой части, оставшейся под командованием Хафтара. Фактически под контролем Правительства национального согласия существовали лишь частично контролируемые новыми властями страны «бригады» — вооруженные формирования бывших повстанцев.
Немногочисленные бригады первой группы укомплектованы главным образом бывшими кадровыми военнослужащими и солдатами, перешедшими на сторону повстанцев. Для них характерны относительно экстерриториальный принцип комплектования, наличие определенных навыков владения некоторыми системами вооружений у их бойцов, наличие некоторого оперативно-тактического опыта у их командиров, а также относительно высокий уровень дисциплины. Бригады второй группы укомплектованы бывшими повстанцами, объединенными в этих формированиях по территориально-племенному принципу. В бригады третьей группы вошли главным образом исламисты, имевшие в своё время отношение к организации «Воюющая исламская группа – ливийская»
На конец 2013 года в стране имелись четыре основные вооруженные формирования:
- «Щит Ливии» — коалиция бывших повстанческих группировок, управляемая из Мисураты;
- Зинтанские бригады — совокупность формирований из города Эз-Зинтан, которые подчиняются министерству обороны;
- «Гвардия защиты нефтяных объектов»;
- «Армия Барка», которая подчиняется Совету Киренаики — восточного региона Ливии с центром в Бенгази.[4]

Ливийская национальная армия находится под командованием Халифы Хафтара. ЛНА лояльна к Палате представителей Ливии, имевшей международное признание до октября 2015 года. Она борется против исламистских группировок и правительства Сарраджа в Триполи. Включает в себя наземные силы, военно-воздушные силы, военно-морской флот, силы противовоздушной обороны, силы особого назначения, разведку. Хотя точно неизвестно какое вооружение использует Ливийская национальная армия, очевидно, многое поступило из разграбленных запасов первоначальной ливийской армии Каддафи, а также от перебежчиков. Часть оружия поступает от Египта и ОАЭ, которые поддерживают Хафтара. Неофициально поддержку Хафтару оказывает Россия, которая также контактирует и с ПНС.
В то же время ливийская армия международно-признанного правительства национального согласия в Триполи не является действительно единой регулярной армией, а полагается на различные группы ополченцев на северо-западе Ливии, которые работают под номинальным командованием Министерства обороны ПНС.